# Arquidiocese de Maria Santíssima, em Astana
A Arquidiocese de Maria Santíssima, em Astana (Archidiœcesis Sanctae Mariae in Astanansis, em latim) é uma circunscrição eclesiástica da Igreja Católica sediada em Astana, no Cazaquistão. Seu arcebispo atual é Tomasz Bernard Peta. Possui três dioceses sufragâneas: Administração Apostólica de Atyrau, Diocese da Santíssima Trindade em Almati e Diocese de Karaganda.
Sua sé é a Catedral de Nossa Senhora do Perpétuo Socorro.

## História
O Papa João Paulo II a erigiu como Administração Apostólica de Astana em 7 de julho de 1999, em território separado da então Administração Apostólica do Cazaquistão (que perdeu mais territórios e se tornou a Diocese de Qaraghandy e logo depois, incomumente, sufragânea da diocese filha de Astana), e a visitou em setembro de 2001.
O mesmo papa a promoveu à Arquidiocese de Maria Santíssima em Astana em 17 de maio de 2003.

## Território
A arquidiocese compreende a cidade de Astana. É dividida em 34 paróquias.

## Prelados
|                          | Nome                 | Período    | Notas               |
| Arcebispos               | Arcebispos           | Arcebispos | Arcebispos          |
| ------------------------ | -------------------- | ---------- | ------------------- |
| 1º                       | Tomasz Bernard Peta  | 2003-      | Atual               |
| Administrador apostólico |                      |            |                     |
| 1º                       | Tomasz Bernard Peta  | 1999-2003  | Elevado à Arcebispo |
| Bispo-auxiliar           |                      |            |                     |
|                          | Athanasius Schneider | 2011-      | Atual               |